# 松本孝之
松本孝之（まつもと たかゆき）は日本の実業家。上新電機の元代表取締役社長。岡山県出身。

## 略歴
1941年昭和高等商業学校（現大阪経済大学）卒業、大阪貯蓄銀行（現りそな銀行）入行、1972年上新電機常務取締役、1976年同社専務取締役、1985年同社代表取締役社長。
元上新電機社長で、同社創業者・浄弘信三郎の子息・2代目社長の浄弘博光が急死したことにともない後を継いで社長に就任。社長在任中には同社の東証1部上場も果たした。